# Llista d'escriptors egipcis

Taha Hussein

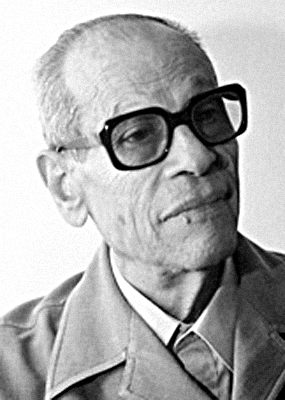
Naguib Mahfouz

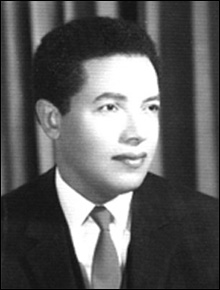
Mustafa Mahmoud

La següent és una llista d'escriptors egipcis:

## A
- Tawfiq al-Hakim (1898–1987).
- Tatamkhulu Afrika (1920–2002).
- Leila Ahmed (1940–).
- Salama Ahmed Salama (1932–2012)
- Muhammad Aladdin (1979-)
- Gamal El-Ghitani (1945–).
- Edwar al-Kharrat (1926-2015).
- Ahmad Al-Khamisi (1948-).
- Samir Amin (1931–).

## B
- Salwa Bakr
- Hussein Bassir (1973-).

## C
- Andrée Chedid (1920–2011).

## E
- Ibrahim Elfiky (1950-2012).
- Nawal El Saadawi (1931–).
- Abo El Seoud El Ebiary (1910–1969).

## F
- Fawzia Fahim (1931–).

## G
- Fathy Ghanem (1924–1998).

## H
- Taha Hussein (1889–1973).
- Muhammad Husayn Haykal (1909–1956).

## I
- Hafez Ibrahim (1872–1932).
- Sonallah Ibrahim (1937–).
- Yusuf Idris (1927–1991).

## J
- Edmond Jabès (1912–1991).

## K
- Ahmed Khaled Tawfik (1962–2018).

## L
- Mustafa Lutfi al-Manfaluti (1876-1920).

## M
- Naguib Mahfuz (1911–2006).
- Moustafa Mahmoud (1921-2009).
- Anis Mansour (1925–2011).
- Mohammad Moustafa Haddara (1930–1997).
- Salama Moussa (1887–1958).

## P
- Fekry Pasha Abaza (1896–1979).

## R
- Abdel Rahman el-Abnudi (1938–2015).
- Alifa Rifaat (1930–1996).

## S
- Ahmed Shawki (1868–1932).
- Laila Soliman (1981–).
- Ahdaf Soueif (1950–).

## T
- Munira Thabit (1902–1967).
- Affaf Tobbala (1941-).